# Аэрологический шаропилотный теодолит

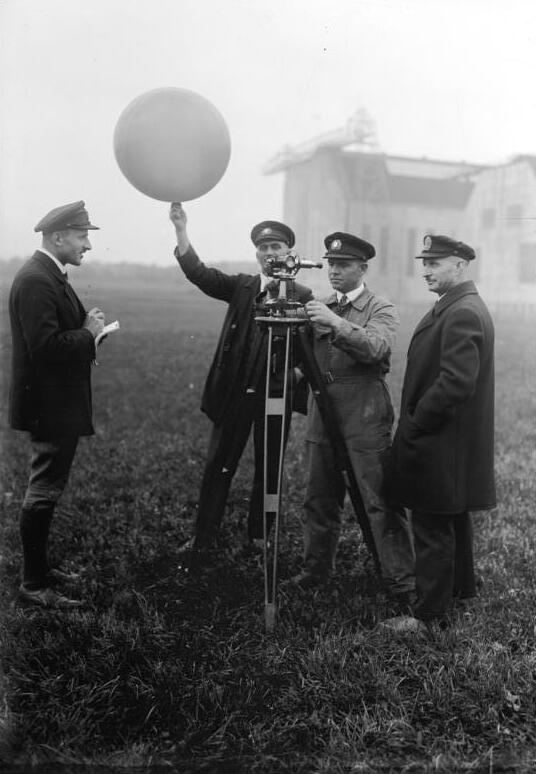
Подготовка к запуск шара-пилота. 1928 г., Германия

Аэрологический шаропилотный теодолит ― угломерный инструмент для измерения угловых координат при наблюдениях за шарами-пилотами.
Теодолиты различных систем отличаются друг от друга конструкцией некоторых деталей и оптическими характеристиками. Однако общей особенностью всех аэрологических теодолитов является применение ломанной зрительной трубы для обеспечения возможности удобных и беспрепятственных наблюдений за движущимся шаром при различных его положениях, не исключая того, когда шар находится в зените или вблизи от него. При таком устройстве при любом положении объектива окулярная часть трубы и глаз наблюдателя находятся в одной и той же горизонтальной плоскости. Обычные геодезические теодолиты с  прямой трубой такой возможности не дают, либо работа с ними в таком положении является очень затруднительной.
В каждом аэрологическом теодолите должна быть предусмотрена возможность достаточно быстрого отсчёта показаний, чтобы при большой скорости перемещения шара-пилота он не вышел из поля зрения трубы за время производства отсчёта.
Для первых моментов наблюдения после выпуска шара очень существенно иметь возможность значительных перемещений трубы от руки как в вертикальной, так и в горизонтальной плоскостях с тем, чтобы в дальнейшем сразу можно было перейти к медленным её перемещениям с помощью микрометрических винтов.
Оптическая система аэрологического теодолита должна обладать достаточным увеличением, хорошей светосилой и большим полем зрения. Выполнение этих требований позволяет без особого труда проводить наблюдения и в первые моменты после выпуска шара, и при больших его удалениях, и в условиях ночи.
В связи с тем, что в аэрологических теодолитах шары-пилоты наблюдаются на значительных расстояниях, совмещение их изображений с плоскостью креста или сетки (фокусировки) осуществляется одноразово (постоянная фокусировка на бесконечность), в результате чего изображение предмета всегда совпадает с плоскостью креста или сетки вне зависимости от дальности.

## Аэрологический теодолит типа АТ
Выпускались в 1920-е - 1930-е годы. Имели латунный корпус (либо латунный окрашенный корпус).
Размеры . . . 210х160х160.
Масса . . . 4,05 кг.
Материал . . . латунь, стекло оптическое.
Корпус расположен на трегере с тремя подъёмными винтами. Основные части: зрительная труба, вертикальный круг, горизонтальный круг. Зрительная труба регулируется наводящими и зажимными винтами, расположенными на корпусе. На вертикальном и горизонтальном кругах нанесены деления от 0 до 35. В верхней части на вертикальной оси находится цилиндрический уровень для приведения прибора  в рабочее положение. На горизонтальном круге расположен круглый уровень, который служит для установки прибора.
Один из первых приборов этой конструкции, получивший широкое распространение в СССР.

## Шаропилотный теодолит ШТ

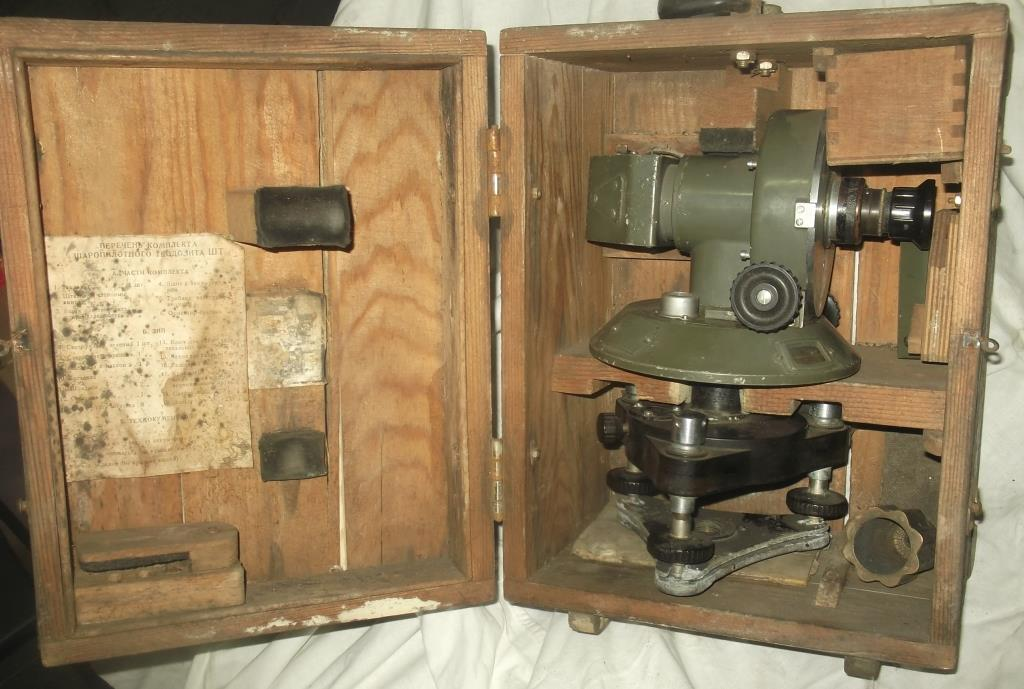
Шаропилотный теодолит ШТ в ящике.

Шаропилотный теодолит ШТ представляет собой угломерный прибор, служащий для определения азимутального и высотного положения шаров-пилотов.
Сменили на производстве теодолиты типа АТ и являются их дальнейшим улучшением: из-за этого очень похожи внешне.

### Комплектность теодолита ШТ[3]

#### А. Части комплекта
1. Теодолит . . . 1 шт.

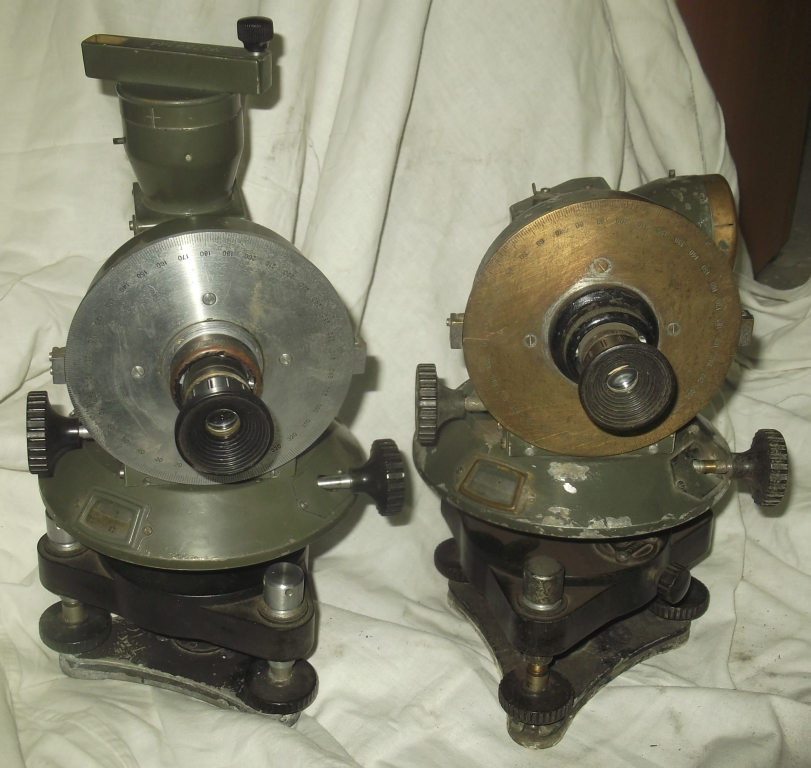
Шаропилотные теодолиты ШТ разных годов выпуска (поздний со стальным лимбом)

2. Шаропилотные теодолиты ШТ разных годов выпуска (поздний со стальным лимбом)Штатив со становым винтом . . . 1 шт.
3. Ящик для теодолита и принадлежностей . . . 1 шт.
4. Ящик с аккумуляором . . . 1 шт.
5. Тройник электроосвещения . . . 1 шт.
6. Ориентир-буссоль . . . 1 шт.

#### Б. ЗИП
7. Светофильтр зелёный. . . 1 шт.
8. Светофильтр оранжевый. . . 1 шт.
9. Маслёнка с маслом . . . 1 шт.
10. Кисточка . . . 1 шт.
11. Шпильки . . . 2 шт.
12. Отвёртка 5 мм . . . 1 шт.

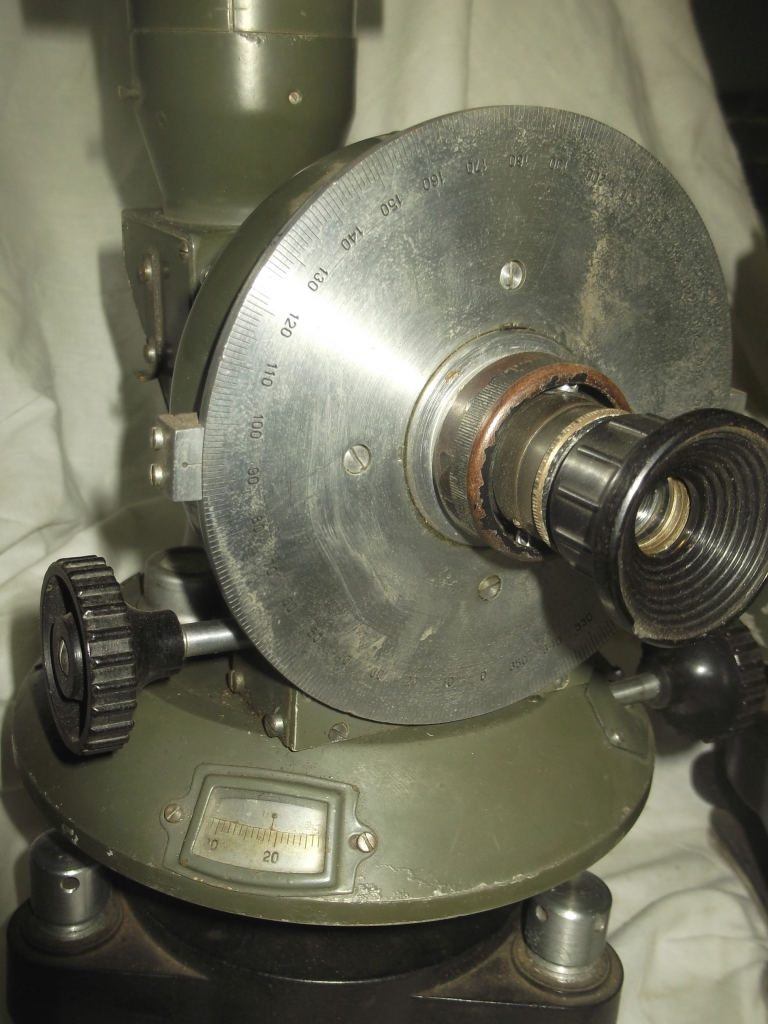
Вид на лимбы теодолита ШТ

13. Ключ для гаек штатива . . . 1 шт.
14. Ключ для гайки вертикальной оси . . . 1 шт.
15. Чехол для теодолита . . . 1 шт.
16. Разводной ключ . . . 1 шт.
17. Кронштейн для подвески освещения вертикального круга . . . 1 шт.
18. Салфетка 200х200 мм . . . 1 шт.
19. Электролампочки 2,5 В . . . 5 шт.

#### В. Техдокументация
Описание, свидетельство, инструкция по уходу за аккумуляторами, перечень комплекта (на крышке ящика), фото комплекта (на крышке ящика).

### Технические характеристики
Увеличени зрительной трубы . . . 11Х,7
Поле зрения . . . 3°50′
Диаметр выходного зрачка . . . 3,4 мм
Удаление выходного значка от последней поверхности линзы окуляра . . . 11 мм
Фокусное расстояние объектива . . . 179,4 мм
Разрешающая сила объектива по центру поля зрения 5,"5

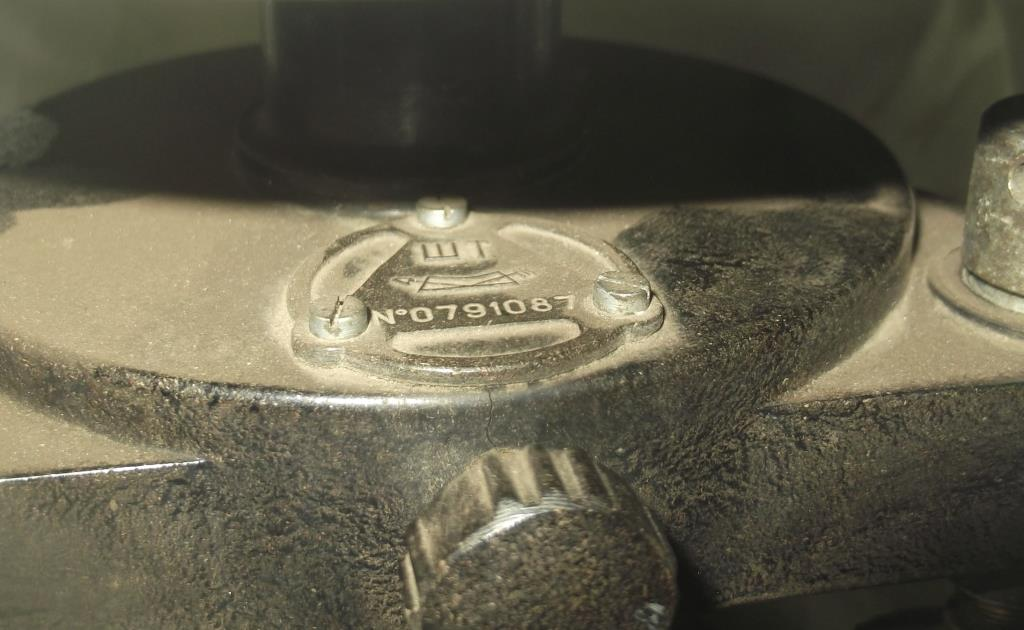
Шильда теодолита ШТ с номером и знаком завода-изготовителя.

цена деления горизонтального и вертикального кругов . . . 1°, цена деления уровня . . . (на дугу 0,6 мм) 6'.
Температурный диапазон безотказной работы от - 40°С до +50°С.

### Весовые данные
Вес теодолита . . . 3,8 кг.
Вес теодолита в ящике с принадлежностями . . . 8,1 кг
Вес штатива . . . 5,1 кг
Вес ящика с аккумулятором . . . 1,6 кг
Вес всего комплекта . . . 14,8 кг

### Описание теодолита ШТ
Основанием теодолита является карболитовый треножник, снабжённый тремя подъёмными винтами, служащими для установки прибора по уровню. Винты опираются на трегер и соединены с ним при помощи пружинной пластины, имеющей в середине втулку, служащую для скрепления прибора со штативом посредством станового винта. Для регулировки вращения подъёмных винтов служат втулки, вращением которых можно устранить качку или излишне тугой ход винтов.
Горизонтальный круг (лимб) теодолита соединён с баксой, которая вращается во втулке, запрессованной в центре треножника. Вращение лимба по отношению треножника может быть прекращено закрепительным винтом.
Верхняя часть прибора, несущая трубу и вертикальный отсчётный круг, укреплена на алидаде, последняя укреплена на оси, которая может вращаться в баксе лимба; кожух закрывающий лимб, также укреплён на алидаде.

## Теодолит аэрологический  АШТ
Теодолиты аэрологические АШТ предназначены для определения угловых координат и удалений шаров-пилотов, выпускаемых в свободный полет с целью определения скорости и направления ветра в свободной атмосфере. При шаропилотных наблюдениях теодолит применяют на метеорологических станциях и в экспедициях при температуре окружающей среды от —40 до 50°С.

## Аэрологический теодолит АТК
Аэрологический теодолит АТК предназначен для производства шаропилотных наблюдений, т.е. определения скорости и направления воздушных течений на различных высотах. Наблюдения могут производиться с двух пунктов (базисные наблюдения) или с одного пункта.

### Техническая характеристика
Увеличение отсчётной системы . . . 48х
Цена деления вертикального и горизонтального лимбов . . . 1°
Цена наименьшего деления отсчётных шкал сетки . . . 1′
Цена деления уровня . . . 60″
Зрительная труба:
увеличение . . . 18х
поле зрения . . . 3°
разрешающая сила по центру поля зрения . . . 5″
удаление выходного зрачка . . . 12,5 мм
диаметр выходного зрачка . . . 2,2 мм
световой диаметр объектива . . . 40 мм
Искатель:
увеличение . . . 17х
поле зрения . . . 17°
удаление выходного зрачка . . . 15 мм
диаметр выходного зрачка . . . 3 мм
световой диаметр объектива . . . 10 мм

## Галерея

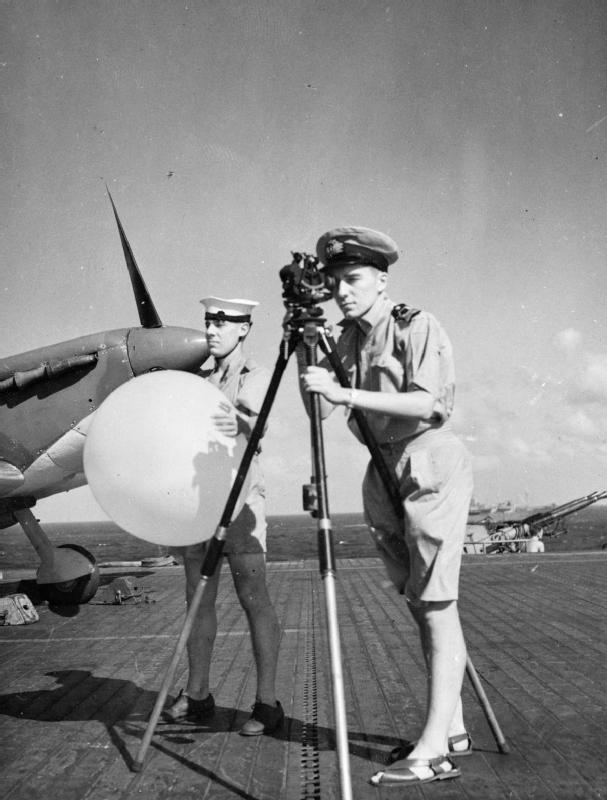
Офицер метеослужбы смотрит в аэрологический теодолит, готовясь наблюдать за шаром-пилотом на борту эскортного авианосца HMS BATTLER.
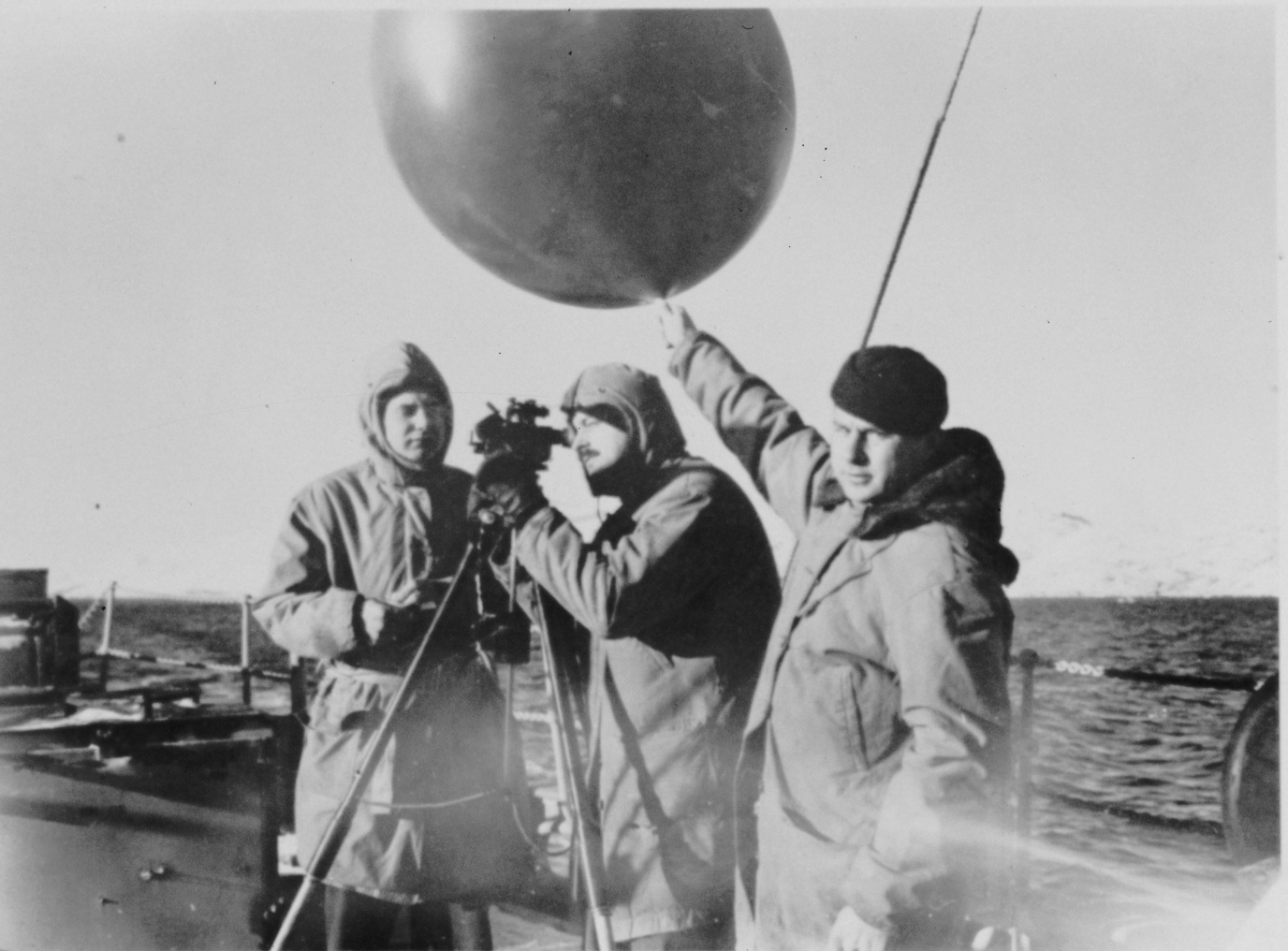
Подготовка к запуск шара-пилота и наблюдения за ним с помощью шаропилотного теодолита. Береговая охрана США, примерно 1950 г.
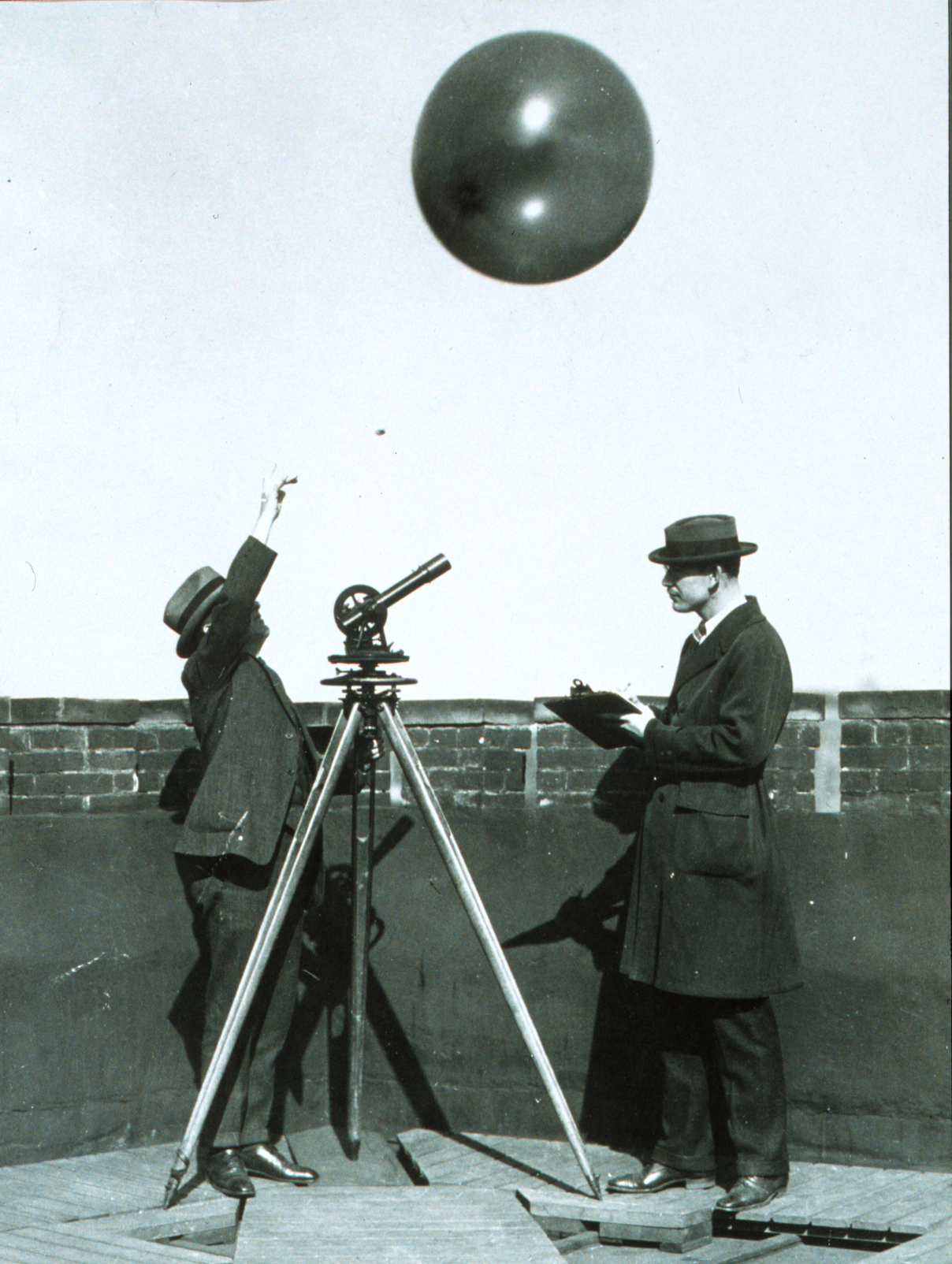
Early testing of hydrogen filled balloons for radiosonde measurements Theodolite used to track balloon to limit of visibility.
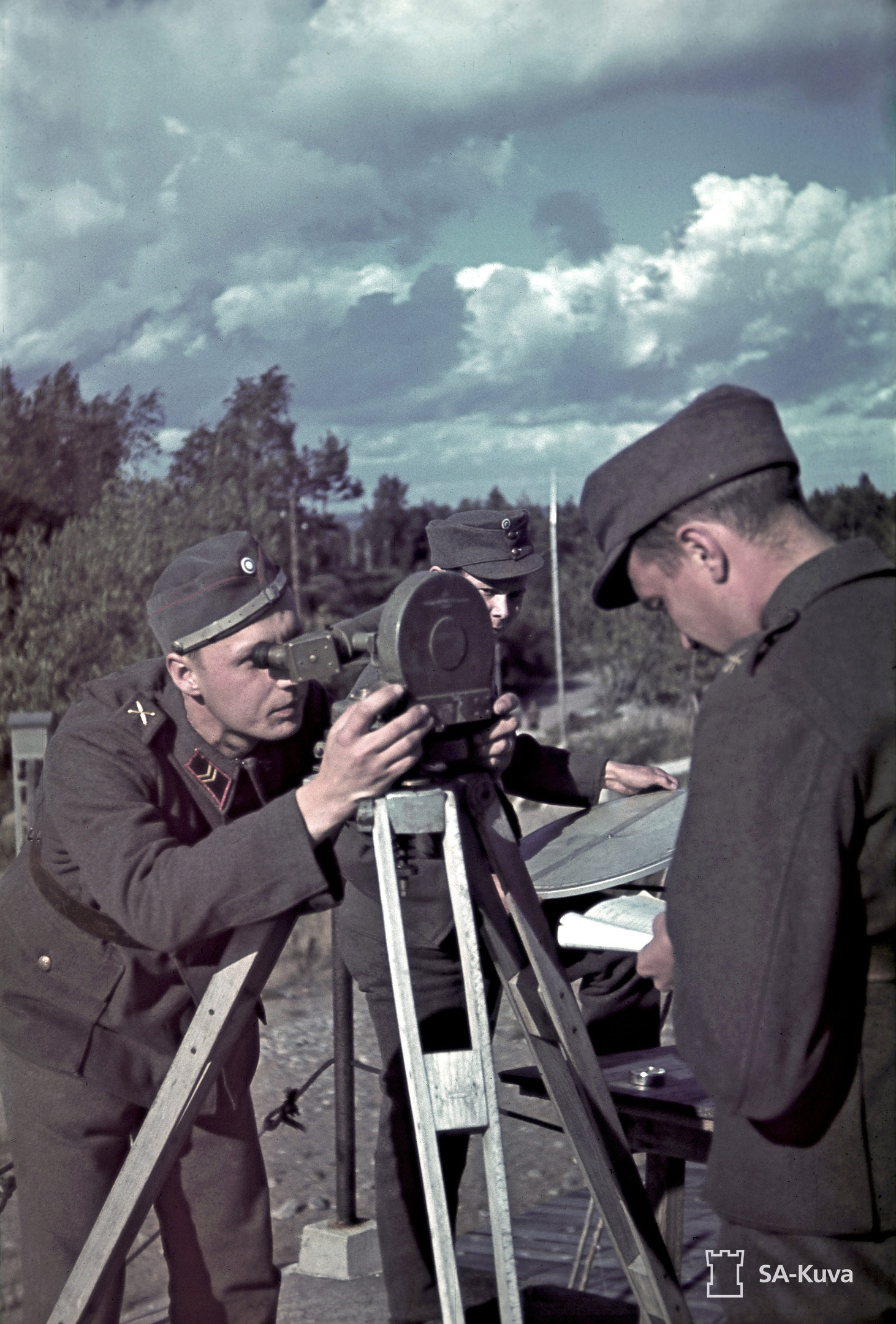
Шаропилотный теодолит в финской армии времён ВОВ. На заднем плане виден планшет для построения траектории шара-пилота.
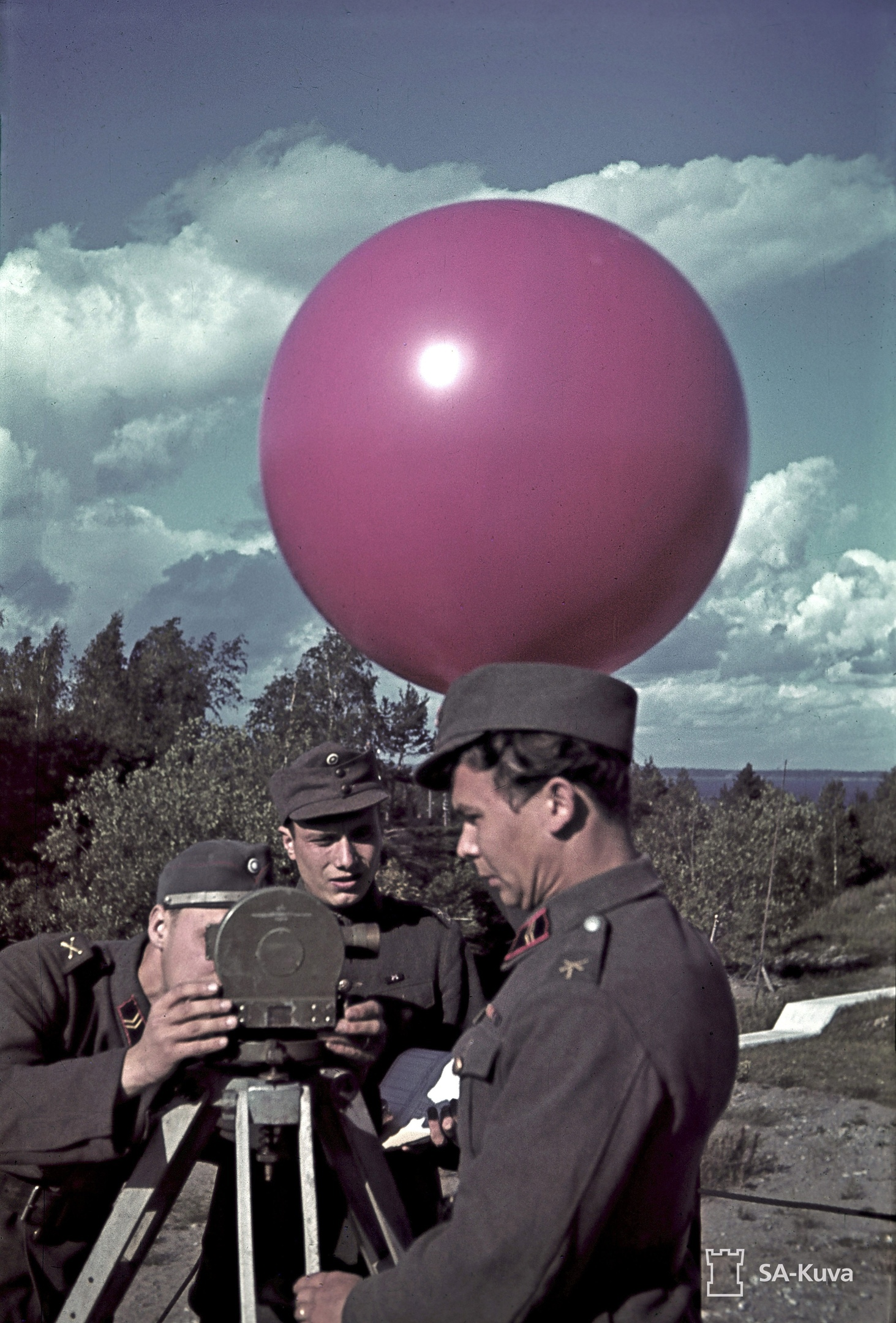
Шаропилотный теодолит в финской армии времён ВОВ. В руках военнослужащий держит шар-пилот, изготовленный из материала яркого цвета для удобства наблюдений.